# Stadsvernieuwingsplan
Een stadsvernieuwingsplan strekt tot behoud, herstel, verbetering, herindeling of sanering van het daarin begrepen gebied. Het plan bindt burgers en overheid en wordt voor toepassing van de onderhavige wet en andere wetten gelijkgesteld met een bestemmingsplan zoals bedoeld in de Wet ruimtelijke ordening (Wro).

## Wettelijk kader
Dit betekent dat het stadsvernieuwingsplan net als een bestemmingsplan tot stand komt volgens de procedure, beschreven in de artikelen 21 tot 31 Wro en verder:
- Dat ter voorbereiding van een plan een voorbereidingsbesluit kan worden genomen.
- Dat Gedeputeerde Staten of de minister de gemeenteraad kan verplichten binnen een bepaalde termijn een stadsvernieuwingsplan vast te stellen of te herzien en daarbij aanwijzingen kan geven over de inhoud van dat plan (artikel 37 Wro).
- Dat toepassing van artikel 19 Wro mogelijk is (verlenen van vrijstelling).

Wel biedt het stadsvernieuwingsplan extra's boven het bestemmingsplan zoals:
- Een sloopregeling (Zoals ook bij de Leefmilieu verordening (LMV)).
- Mogelijkheid tot onteigening voor verbetering.
- Toepassing voorkeursrecht.
- Het treffen van tijdelijke leefbaarheidsvoorzieningen (zoals ook bij de Leefmilieu verordening (LMV)).

## Bestemmingsplan
Een stadsvernieuwingsplan is dus een op uitvoering van stadsvernieuwingsactiviteiten gericht bestemmingsplan. Hierin kunnen gebieden worden aangewezen waar woningen en andere gebouwen niet of niet meer aan de te stellen eisen van woon gerief of gebruiksmogelijkheden voldoen en daarom moeten worden gemoderniseerd of vervangen door nieuwbouw.
Hierdoor krijgt een gemeente de mogelijkheid verouderde gebieden met behoud van de bestaande situatie - dus zonder de bestemming van dat gebied te wijzigen - te verbeteren. Zolang de in het aangewezen gebied gelegen woningen en andere gebouwen niet zijn gemoderniseerd of vervangen, wordt het gebruik daarvan geacht af te wijken van het plan. Onteigening ten behoeve van woningverbetering is dan mogelijk.

## Uitvoeringsschema
Een stadsvernieuwingsplan dient vergezeld te gaan van een uitvoeringsschema dat onder meer aangeeft: de volgorde waarin, het tijdstip waarop een en ander moet worden gerealiseerd en de raming van de kosten die daarmee gemoeid zijn en de wijze waarop de bevolking bij de uitvoering van het plan wordt betrokken.
Het schema moet bovendien een gedetailleerde beschrijving bevatten van de in het plan begrepen gebouwen die voor modernisering of vervanging in aanmerking komen en de voornemens van de gemeente daarbij.

## Grond
Is in een stadsvernieuwingsplan grond begrepen waarvan het bestaande gebruik afwijkt van het plan, dan wordt deze grond geacht te zijn aangewezen op grond van artikel 13 Wro. Hiervoor behoeven niet, zoals bij een bestemmingsplan, expliciet onderdelen te worden aangewezen waarvan de verwezenlijking in de naaste toekomst nodig wordt geacht. Wel is het vereiste van artikel 23, lid 2 Wro van toepassing. Dit betekent dat aan de eigenaren of beperkt gerechtigden van deze grond een afzonderlijke kennisgeving van de tervisielegging van het plan moet worden gedaan.

## Beroep
Met betrekking tot het stadsvernieuwingsplan is de procedure en dus ook het beroep hetzelfde als bij het bestemmingsplan: beroep indienen bij de afdeling Bestuursrecht spraak van de Raad van State. Voor zover in de wet verder geen bijzondere rechtsgang is geregeld, geldt de algemene regel van de Algemene wet bestuursrecht:
- Bezwaarschrift indienen bij het beschikkend orgaan
- Beroep bij de administratieve kamer van de rechtbank
- Voorlopige voorziening verzoeken bij de president van de administratieve kamer
- Hoger beroep bij de Afdeling bestuursrechtspraak van de Raad van State.